# Örjan Fahlström

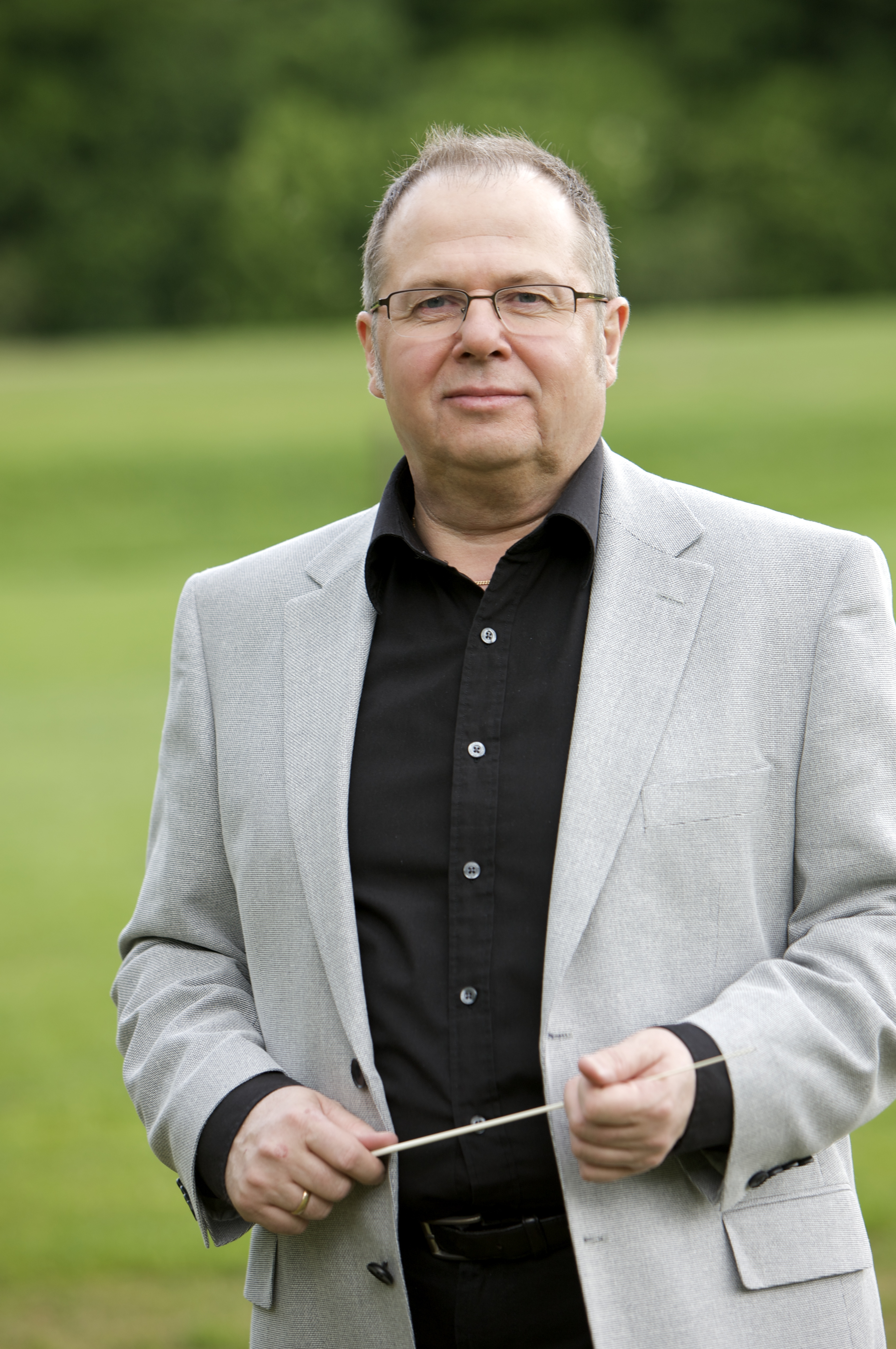
Örjan Fahlström (2004)

Örjan Fahlström (Sandviken, 21 juni 1953) is een Zweedse jazzvibrafonist, bigbandleider en componist.

## Biografie
Örjan Fahlström groeide op in Umeå. Hij studeerde aan Framnäs College of Music en aan Kungliga Musikhögskolan in Stockholm, waar hij opgeleid werd tot componist en dirigent. Hij speelde in de jazzrockgroep Kornet, daarna richtte hij in 1977 de Fahlström International Big Band op, waarin gerenommeerde musici als Benny Bailey, Bobo Stenson, Tim Hagans en Palle Mikkelborg speelden. Fahlström was van 1989 tot 1996 artistiek leider van de Norrbotten Big Band. Als componist, vibrafonist en percussionist was hij actief in de Swedish Radio Jazz Group. Hij dirigeerde musicals als Cats, A Chorus Line en Cabaret en componeerde werken in ditr genre. Vanaf 1990 was hij regelmatig gastdirigent bij de NDR Bigband, de Estonian Dream Big Band Tallinn en andere bigbands in Scandinavië. Hij dirigeerde ook symfonieconcerten. Tevens schreef hij filmmuziek.
In 2005 werd Fahlström professor compositie aan de Kungliga Musikhögskolan i Stockholm.
Hij was enige jaren gastdirigent en componist bij de hr-Bigband, dat hij van 2008 tot 2011 leidde.